# Rafael Bombelli
Rafael Bombelli, italijanski matematik, januar 1526, Bologna, Italija, † 1573, verjetno Rim.

## Življenje in delo
Bombelli se je ukvarjal z verižnimi ulomki in velja za začetnika teorije verižnih ulomkov. Prvič jih je uporabil leta 1572 pri računanju kvadratnih korenov. Odkril je, da se dajo iracionalna števila zelo natančno aproksimirati z verižnimi ulomki. Pri računanju {\displaystyle {\sqrt {n}}} je izrazil:
{\displaystyle n=(a\pm r)^{2}=a^{2}\pm 2ar+r^{2},\quad 0<r<1\!\,,}
od koder sledi:
{\displaystyle r={\frac {|n-a^{2}|}{2a\pm r}}\!\,.}
S ponavljajočo zamenjavo izraza na desni za r vodi do verižnega ulomka:
{\displaystyle a\pm {\frac {|n-a^{2}|}{2a\pm }}{\frac {|n-a^{2}|}{2a\pm }}{\frac {|n-a^{2}|}{2a\pm }}\cdots =a\pm {\frac {|n-a^{2}|}{2a\pm {\frac {|n-a^{2}|}{2a\pm {\frac {|n-a^{2}|}{2a\pm \cdots }}}}}}\!\,}
za koren. Metoda da približke za {\displaystyle {\sqrt {13}}\ }, drugače pa je dejanska vrednost enaka 3.605551275... :
{\displaystyle 3{\frac {2}{3}},\ 3{\frac {3}{5}},\ 3{\frac {20}{33}},\ 3{\frac {66}{109}},\ 3{\frac {109}{180}},\ 3{\frac {720}{1189}},\ \cdots }
Zadnji približek je enak 3,605550883... . Verižni ulomek za {\displaystyle {\sqrt {13}}} je periodičen s periodo {1, 1, 1, 1, 6}, saj je {\displaystyle {\sqrt {13}}} kvadratno iracionalno število:
{\displaystyle {\begin{aligned}{\sqrt {13}}&=[3;{\overline {1,1,1,1,6}}]=[3;{\overline {1,1,1,1,2\cdot 3}}]\\&=\left\{3,4,{\frac {7}{2}},{\frac {11}{3}},{\frac {18}{5}},{\frac {119}{33}},{\frac {137}{38}},{\frac {256}{71}},{\frac {393}{109}},{\frac {649}{180}},{\frac {4287}{1189}},\ \cdots \right\}\!\,.\end{aligned}}}
Iterativna metoda, ki jo je uporabljal Heron pri izboljšavi približka za koren, konvergira hitreje h korenu za n, vendar potrebuje večje število aritmetičnih operacij za vsak korak. Z njo je moč dobiti enake decimalne dele. Vrednost, ki jo je uporabil Arhimed pri računanju vrednosti števila π:
{\displaystyle {\frac {265}{153}}<{\sqrt {3}}<{\frac {1351}{780}}\!\,,}
dobimo, če 1 in 0 vzamemo za začetni vrednosti r.
Bombelli je znan po tem, da je razrešil »casus ireducibilis« v teoriji kubičnih enačb. Leta 1572 je izdal knjigo Algebra (L'Algebra) s polnim naslovom L'Algebra, opera di Rafael Bombelli da Bologna, diuisa in tre libri con la quale ciascuno da sé potrà venire in perfetta cognitione della teoria dell'Aritmetica. Načrtoval je tri knjige, vendar je kmalu po izdaji prvega dela umrl. V letu 1569 je rešil enačbe s pomočjo metode del Ferra in Tartaglie.
V Algebri je pisal na primer (z današnjo pisavo):
{\displaystyle {\sqrt {0-9}}=3i}
in tako uvedel +i in -i, oziroma imaginarna števil. Znal je množiti kompleksna števila.

## Priznanja
Poimenovanja
Po njem se imenuje krater Bombelli na Luni.